# Estadio John F. Kennedy
El Estadio John F. Kennedy (en inglés: John F. Kennedy Stadium ) es recinto deportivo usado para la práctica del fútbol en Gizo una localidad en las Islas Salomón, un país de Oceanía. Actualmente se utiliza sobre todo para los partidos de fútbol. Allí juega sus partidos de local el equipo Western United FC. El estadio tiene capacidad para 2 000 espectadores. Fue sometido a un proceso de restauración entre los años 2010 y 2011 siendo cofinanciado por el Programa Goal de la FIFA.